# Zijbelhuizen
Zijbelhuizen is een buurtschap ten noordwesten van Tuitjenhorn in de gemeente Schagen, in Noord-Holland. In 2007 telde de buurtschap 190 inwoners.
De oudst gevonden vermelding van Zijbelhuizen dateert van 1591. Het wordt dan geschreven als Zumerhuys, maar in 1599 reeds als Sybelhuysen. In de 20ste eeuw is de plaatsaanduiding meestal Ring, afgeleid van de Ringpolder waarin het is gelegen. In het begin van de 21ste eeuw wordt naam Zijbelhuizen officieel vastgelegd als de plaatsnaam. Een oudere variant qua spelling is nog Sijbelhuizen.
Met Zijbelhuizen wordt de bewoning bedoeld aan de Dorpsstraat van Tuitjenhorn en dat deel dat tot de Selschardijk behoort tot aan de vroegere overhaal en het voormalige sluisje, plus een deel van bewoning van de Selschardijk in de richting van Grootven.
De plaats werd naast 'Ring' ook wel aangeduid als Selschardijk, maar dan omvatte het vaak ook Grootven. In het verleden was er bij Zijbelhuizen een wipbrug met een sluisje. Deze zijn bij de herinrichting van vaar- tot rijpolder in ca. 1960 gesloopt.
Burgerbrug · Burgervlotbrug · Callantsoog · Dirkshorn · Eenigenburg · Groenveld · Groote Keeten · Krabbendam · Oudesluis · Petten · 't Rijpje · Schagen · Schagerbrug · Schoorldam (deels) · Sint Maarten · Sint Maartensbrug · Sint Maartensvlotbrug · Stroet · Tjallewal · Tolke (deels) · Tuitjenhorn · Valkkoog · Waarland · Warmenhuizen · 't Zand

Buurtschappen: Abbestede · Avendorp · Bliekenbos · 't Buurtje · De Banne · Burghorn · Cornelissenwerf · Dijkstaal · Grootven · Grotewal · Het Korfwater · De Hale · Hemkewerf · Huiskebuurt · Kalverdijk · Keinse · Keinsmerbrug · Kerkbuurt · Lagedijk · Leihoek · Mennonietenbuurt · Nes · Schagerwaard · Sint Maartenszee · Slootgaard · De Stolpen · Stolpervlotbrug · Vennik (deels) · 't Wad · De Weel (deels) · Woudmeer · Zijbelhuizen · Zijpersluis